# Leye (sockenhuvudort i Kina, Heilongjiang Sheng, lat 47,29, long 126,95)
Leye (kinesiska: 乐业, 乐业乡) är en sockenhuvudort i Kina. Den ligger i provinsen Heilongjiang, i den nordöstra delen av landet, omkring 170 kilometer norr om provinshuvudstaden Harbin. Antalet invånare är 18 416. Befolkningen består av 8 994 kvinnor och 9 422 män. Barn under 15 år utgör 13,0 %, vuxna 15-64 år 79 %, och äldre över 65 år 7,0 %.
Runt Leye är det ganska tätbefolkat, med 185 invånare per kvadratkilometer. Närmaste större samhälle är Suileng, 12,2 km öster om Leye. Trakten runt Leye består till största delen av jordbruksmark.
Genomsnittlig årsnederbörd är 913 millimeter. Den regnigaste månaden är juli, med i genomsnitt 286 mm nederbörd, och den torraste är januari, med 8 mm nederbörd.